# Macrotrachela timida
Macrotrachela timida är en hjuldjursart som beskrevs av Colin Milne 1916. Macrotrachela timida ingår i släktet Macrotrachela och familjen Philodinidae. Arten är reproducerande i Sverige.

## Underarter
Arten delas in i följande underarter:
- M. t. inquies
- M. t. timida